# Paragylla amoureli
Paragylla amoureli là một loài bướm đêm thuộc phân họ Arctiinae, họ Erebidae. Loài này được Paul Dognin mô tả vào năm 1890. Chúng được tìm thấy ở Ecuador.